# Paranerita polyxenus
Paranerita polyxenus är en fjärilsart som beskrevs av Druce 1883. Paranerita polyxenus ingår i släktet Paranerita och familjen björnspinnare. Inga underarter finns listade i Catalogue of Life.